# Lijst van rijksmonumenten in Leuvenheim
De plaats Leuvenheim telt 14 inschrijvingen in het rijksmonumentenregister. Hieronder een overzicht.
| Object                                                                      | Oorspronkelijke functie?  | Bouwjaar              | Architect | Locatie                  | Coördinaten?                | Nr.?   | Afbeelding        |
| --------------------------------------------------------------------------- | ------------------------- | --------------------- | --------- | ------------------------ | --------------------------- | ------ | ----------------- |
| Boerderij Kraainest                                                         | Boerderij                 | 1811                  |           | Arnhemsestraat 159       | 52° 3' 56" NB, 6° 8' 14" OL | 11221  | Meer afbeeldingen |
| De Rees                                                                     | Kasteel, buitenplaats     | 1843                  |           | Arnhemsestraat 60        | 52° 4' 48" NB, 6° 8' 49" OL | 11222  | Meer afbeeldingen |
| Gepleisterde boerderij met rieten wolfdak                                   | Boerderij                 | 18e of begin 19e eeuw |           | Spankerenseweg 1         | 52° 3' 46" NB, 6° 7' 55" OL | 11223  | Upload foto       |
| Stuw                                                                        | Waterkering en -doorlaat  | 1872                  |           | Zutphensestraatweg bij 8 | 52° 3' 39" NB, 6° 8' 0" OL  | 519380 | Upload foto       |
| Onder invloed van de neogotiek en het neoclassicisme tot stand gekomen brug | Brug                      | 1872                  |           | Zutphensestraatweg (bij) | 52° 3' 42" NB, 6° 7' 36" OL | 521798 | Upload foto       |
| De Wildbaan                                                                 | Kasteel, buitenplaats     | 1910                  |           | Spankerenseweg 16        | 52° 4' 33" NB, 6° 7' 58" OL | 521803 | De Wildbaan       |
| Huis Den Bosch: hoofdgebouw                                                 | Kasteel, buitenplaats     | 17e eeuw (oorsprong)  |           | Hammelerweg 10           | 52° 4' 44" NB, 6° 8' 11" OL | 525492 | Meer afbeeldingen |
| Huis Den Bosch: historische tuin- en parkaanleg                             | Tuin, park en plantsoen   |                       |           | Hammelerweg bij 10       | 52° 4' 42" NB, 6° 8' 11" OL | 525493 | Meer afbeeldingen |
| Huis Den Bosch: koetshuis annex oranjerie                                   | Bijgebouwen kastelen enz. | ca. 1860              |           | Hammelerweg bij 10       | 52° 4' 42" NB, 6° 8' 11" OL | 525494 | Upload foto       |
| Huis Den Bosch: koetsierswoning met schuur                                  | Bijgebouwen kastelen enz. | ca. 1900              |           | Hammelerweg 7            | 52° 4' 44" NB, 6° 8' 11" OL | 525495 | Meer afbeeldingen |
| Huis Den Bosch: dienstwoning                                                | Bijgebouwen kastelen enz. | 19e eeuw (oorsprong)  |           | Hammelerweg 9            | 52° 4' 42" NB, 6° 8' 11" OL | 525496 | Upload foto       |
| Huis Den Bosch: jachtopzienerswoning                                        | Bijgebouwen kastelen enz. | ca. 1900              |           | Hammelerweg 2            | 52° 4' 41" NB, 6° 8' 10" OL | 525497 | Upload foto       |
| Huis Den Bosch: schuur                                                      | Bijgebouwen kastelen enz. | 1901 (gevelsteen)     |           | Hammelerweg bij 10       | 52° 4' 41" NB, 6° 8' 10" OL | 525498 | Upload foto       |
| Huis Den Bosch: inrijhekken                                                 | Tuin, park en plantsoen   | 19e eeuw              |           | Hammelerweg bij 10       | 52° 4' 51" NB, 6° 7' 52" OL | 525499 | Upload foto       |